# Antoni Peyrí
Antoni Peyrí i Rocamora (Tarragona, 1889-Cuernavaca, Morelos, 1973) fue un médico dermatólogo español. Se licenció en medicina en la Universidad de Barcelona en 1911 y se doctoró en la Universidad de Madrid en 1912. Fue profesor en la Universidad de Barcelona y director de la lucha contra las enfermedades venéreas en Cataluña. Al acabar la guerra civil española se exilió en Venezuela, donde fue director de la leprosería Isla de Providencia (Maracaibo), y de ahí en 1941 fue a México. 
En México fue profesor de la Universidad de Nuevo León (1941) y jefe del servicio dermatológico del Hospital Civil de Monterrey (1944). Ha colaborado en La Nova Revista y fue un miembro destacado de la Comunidad Catalana de México.

## Obras
- Cuestiones actuales en el tratamiento de la sífilis (1927)
- La lucha antivenérea en Cataluña el bienio 1935-1936 (1937)
- Dermatología (1943)
- Los médicos catalanes (1963)
- El poder político. EL problema Cataluña-España (1972)